# Melle Meulensteen
Melle Meulensteen, né le 4 juillet 1999 à Nimègue aux Pays-Bas, est un footballeur néerlandais qui évolue au poste de défenseur central au Go Ahead Eagles.

## Biographie

### En club
Né à Nimègue aux Pays-Bas, Melle Meulensteen est notamment formé en Angleterre, au Preston North End. Il rejoint en janvier 2018 le RKC Waalwijk, club évoluant alors en deuxième division néerlandaise. Il joue son premier match dès le 26 janvier 2018, lors d'une rencontre de championnat face au Jong Ajax. Il entre en jeu lors de cette rencontre perdue par son équipe sur le score de quatre buts à deux. En juillet 2019 il prolonge jusqu'en 2022 avec le club.
Il participe à la montée du club en première division à l'issue de la saison 2018-2019. Il découvre alors l'Eredivisie en 2019-2020 et joue son premier match dans l'élite du football néerlandais lors de la première journée de la saison, le 3 août 2019, contre le VVV Venlo. Il est titularisé et son équipe s'incline par trois buts à un. Le 1er septembre 2019 il marque son premier but en première division, face au PSV Eindhoven. Son équipe s'incline toutefois par trois buts à un ce jour-là.
Le 1er juillet 2022, Melle Meulensteen s'engage en faveur du Vitesse Arnhem pour un contrat de quatre ans.
Il inscrit son premier but pour le Vitesse le 21 mai 2023, lors d'une rencontre de championnat face au FC Groningue. Titularisé, il participe à la victoire de son équipe par six buts à zéro.

### En sélection
Il est présélectionné avec l'équipe des Pays-Bas des moins de 20 ans en août 2019 puis en septembre de la même année.

## Vie personnelle
Melle Meulensteen est le fils de René Meulensteen, qui a notamment été l'entraîneur adjoint d'Alex Ferguson à Manchester United.